# Partiliste
En partiliste er en opstillingsform for et politisk parti til et valg, hvor kandidaterne er opstillet i prioriteret rækkefølge. Stemmer der tilfalder partiet tilfalder først kandidaterne der står øverst på listen indtil fordelingstallet er nået, derefter tildeles næste stemmer osv. indtil alle stemmer er brugt. Det er altså dem der står først på listen der har størst chance for at blive valgt, men det kan lade sig gøre at sprænge partilisten, hvis en kandidat opnår et personligt stemmetal lig eller større end fordelingstallet. Fordelingstallet er defineret som: kandidatlistens samlede stemmetal, divideres med et tal, der er én større en det antal mandater, der er tilfaldet kandidatlisten. Det derved fremkomne tal forhøjes, uanset om det er et helt tal, til det næste hele tal.
Opstilling med partiliste bruges primært af Enhedslisten, men også Socialistisk Folkeparti og Socialdemokraterne har undertiden brugt partiliste ved lokalvalg.

## Sprænge partilisten
At sprænge partilisten vil sige at en kandidat, der er opstillet på en partiliste, bliver valgt foran (eller tydeligst: i stedet for) andre kandidater, der står højere på listen.
Dette kan ske på flere måder: Hvis en populær kandidat står langt nede på listen, kan denne selv uden tildelte listestemmer få stemmer nok til at blive valgt – og således sprænge partilisten "nedefra". Listen kan også sprænges "oppefra", hvis der er en populær kandidat i toppen af listen, og der således kun er få listestemmer til fordeling – i dette tilfælde kan kandidater i bunden af listen blive valgt med et lavt personligt stemmetal; på denne måde kan den populære kandidat "trække" de mindre populære kandidater med.

### Dansk lovgivning
§ 86 i Lov Nr. 145 af 25/03/2002 om kommunale valg lyder:
| Citat | § 86. Er kandidaterne opstillet i en bestemt rækkefølge (partiliste), jf. § 24, stk. 2, foretages opgørelsen af, hvilke kandidater der er valgt, på følgende måde: 1) Kandidatlistens samlede stemmetal, jf. § 78, stk. 2, divideres med et tal, der er én større en det antal mandater, der er tilfaldet kandidatlisten. Det derved fremkomne tal forhøjes, uanset om det er et helt tal, til det næste hele tal. Dette tal er herefter kandidatlistens fordelingstal. 2)Kandidater, der har opnået et personligt stemmetal, der er lig med eller større end fordelingstallet, er valgt. 3)Kandidater, der har opnået færre personlige stemmer end fordelingstallet, tildeles i rækkefølge efter deres nummer på partilisten, og så langt listestemmerne rækker, et så stort antal stemmer, at summen af personlige stemmer og listestemmer udgør fordelingstallet. Kandidater, der på denne måde opnår et stemmetal, der er lig med fordelingstallet, er valgt. 4)Opnås det ikke herved at få besat de mandater, der er tilfaldet kandidatlisten, er de øvrige kandidater valgt i rækkefølge efter størrelsen af de opnåede stemmetal (personlige stemmer og listestemmer tilsammen). Har to eller flere kandidater opnået samme stemmetal, er den eller de kandidater, der står først på partilisten, valgt. Stk. 2. Kandidater, der er valgt efter stk. 1, nr. 2 og 3, er valgt i partilistens rækkefølge. | Citat |
|       | |       |

Bekendtgørelse af lov om valg til Folketinget: